# دلفین ۳۲۱۸
سیارک ۳۲۱۸ (به انگلیسی: 3218 Delphine، نامگذاری:6611P-L) سه هزار و دویست و هجدهمین سیارک کشف شده‌است که در ۲۴ سپتامبر ۱۹۶۰ کشف شد.
قدر مطلق سیارک برابر ۱۴٫۰۰ است.